# Grand Prix Sezon 1948
Sezon Grand Prix 1948 – trzeci po II wojnie światowej i przedostatni sezon Wyścigów Grand Prix.

## Podsumowanie sezonu

### Grandes Épreuves
| Grand Prix                   | Tor         | Data           | Pole Position       | Najszybsze Okrążenie | Zwycięzca (kierowcy) | Zwycięzca (konstruktorzy) | Wyniki |
| ---------------------------- | ----------- | -------------- | ------------------- | -------------------- | -------------------- | ------------------------- | ------ |
| Grand Prix Monako            | Monaco      | 16 maja        | Giuseppe Farina     | Giuseppe Farina      | Giuseppe Farina      | Maserati                  | Wyniki |
| Grand Prix Szwajcarii        | Bremgarten  | 4 czerwca      | Jean-Pierre Wimille | Jean-Pierre Wimille  | Carlo Felice Trossi  | Alfa Romeo                | Wyniki |
| Grand Prix Francji           | Reims-Gueux | 18 lipca       | Jean-Pierre Wimille | Jean-Pierre Wimille  | Jean-Pierre Wimille  | Alfa Romeo                | Wyniki |
| Grand Prix Włoch             | Torino      | 5 września     | Jean-Pierre Wimille | Jean-Pierre Wimille  | Jean-Pierre Wimille  | Alfa Romeo                | Wyniki |
| Grand Prix Wielkiej Brytanii | Silverstone | 2 października | Louis Chiron        | Luigi Villoresi      | Luigi Villoresi      | Maserati                  | Wyniki |

### Pozostałe Grand Prix
| Grand Prix                                                        | Tor             | Data            | Zwycięzca (kierowcy)    | Zwycięzca (konstruktorzy) | Wyniki |
| ----------------------------------------------------------------- | --------------- | --------------- | ----------------------- | ------------------------- | ------ |
| Gran Premio del General Juan Perón y de la Ciudad de Buenos Aires | Palermo         | 17 stycznia     | Luigi Villoresi         | Maserati                  | Wyniki |
| Mar del Plata GP                                                  | El Torreon      | 24 stycznia     | Giuseppe Farina         | Maserati                  | Wyniki |
| Rosario GP                                                        | Independence    | 1 lutego        | Jean-Pierre Wimille     | Simca Gordini             | Wyniki |
| Gran Premio Dalmiro Varela Castex                                 | Palermo         | 17 lutego       | Luigi Villoresi         | Maserati                  | Wyniki |
| Interlagos Grand Prix                                             | Interlagos      | 21 marca        | Chico Landi             | Alfa Romeo                | Wyniki |
| Grand Prix Automobile de Pau                                      | Pau-Ville       | 29 marca        | Nello Pagani            | Maserati                  | Wyniki |
| Grande Prêmio Cidade do Rio de Janeiro                            | Gávea           | 25 kwietnia     | Chico Landi             | Alfa Romeo                | Wyniki |
| JCC Jersey Road Race                                              | St Hellier      | 29 kwietnia     | Bob Gerard              | ERA                       | Wyniki |
| Grand Prix des Nations                                            | Geneva          | 2 maja          | Giuseppe Farina         | Maserati                  | Wyniki |
| British Empire Trophy                                             | Douglas         | 25 maja         | Geoff Ansell            | ERA                       | Wyniki |
| Grand Prix de Paris                                               | Linas-Montlhéry | 24 kwietnia     | Yves Giraud-Cabantous   | Talbot-Lago               | Wyniki |
| Stockholm GP                                                      | Skarpnäck       | 30 maja         | Clemente Biondetti      | Ferrari                   | Wyniki |
| San Remo Grand Prix                                               | San Remo        | 27 czerwca      | Alberto Ascari          | Maserati                  | Wyniki |
| Grand Prix du Comminges                                           | Saint-Gaudens   | 1 sierpnia      | Luigi Villoresi         | Maserati                  | Wyniki |
| Zandvoort Grand Prix                                              | Zandvoort       | 7 sierpnia      | Prince Bira             | Maserati                  | Wyniki |
| East Swiss Prize                                                  | Erlen           | 8 sierpnia      | Emmanuel de Graffenried | Maserati                  | Wyniki |
| Grand Prix de l'Albigeois                                         | Albi            | 29 sierpnia     | Luigi Villoresi         | Maserati                  | Wyniki |
| Goodwood Trophy                                                   | Goodwood        | 18 września     | Reg Parnell             | Maserati                  | Wyniki |
| Grand Prix du Salon                                               | Linas-Montlhéry | 10 października | Louis Rosier            | Talbot Lago               | Wyniki |
| Gran Premio di Monza                                              | Monza           | 17 października | Jean-Pierre Wimille     | Alfa Romeo                | Wyniki |
| Circuito di Garda                                                 | Salò            | 24 października | Giuseppe Farina         | Ferrari                   | Wyniki |
| Gran Premio de Penya Rhin                                         | Pedralbes       | 31 października | Luigi Villoresi         | Maserati                  | Wyniki |